# Nothochrysa californica
Nothochrysa californica is een insect uit de familie van de gaasvliegen (Chrysopidae), die tot de orde netvleugeligen (Neuroptera) behoort. 
Nothochrysa californica is voor het eerst wetenschappelijk beschreven door Banks in 1892.